# Kempenaar
|               | Kempenaar  | Neuer Kempenaar |
| ------------- | ---------- | --------------- |
| Länge         | 50 m       | 55 m            |
| Breite        | 6,60 m     | 7,2 m           |
| Tiefgang      | 2,5 m      | 2,5 m           |
| Tragfähigkeit | ≅400–600 t | ≅700–800 t      |

Als Kempenaar wird eine Binnenschiffsklasse bezeichnet, die für de Kempen, ein Gebiet im niederländisch-belgischen Grenzland, entwickelt und entsprechend dem Kempener Kanal dimensioniert wurde. Das Maß entspricht Binnenschiffsklasse II, genauso wie der Neue Kempenaar.